# Guillermo Hernán
Guillermo Hernán Ruperez (ur. 25 lipca 1982 w Grenadzie) – hiszpański siatkarz grający na pozycji rozgrywającego, reprezentant Hiszpanii.
W sezonie 2007/08 występował w drużynie Universidad Granada. Po decyzji rektora o deprofesjonalizacji uczelnianych sekcji sportowych, w tym również drużyny siatkarskiej, przeniósł się do klubu CAI Voleibol Teruel, którego następnie został kapitanem. Z drużyną tą wywalczył trzy razy z rzędu Mistrzostwo Hiszpanii oraz raz zdobył Puchar Króla Hiszpanii i został wybrany MVP całego turnieju.
Jest wielokrotnym reprezentantem Hiszpanii (od 2005 roku). Wraz z kadrą narodową zdobył mistrzostwo Europy oraz czterokrotnie stawał na podium Ligi Europejskiej, w tym raz na najwyższym stopniu.

## Sukcesy klubowe
Mistrzostwo Hiszpanii:
- 2009, 2010, 2011

Superpuchar Hiszpanii:
- 2009

Puchar Hiszpanii:
- 2011

Superpuchar Francji:
- 2013

Puchar CEV:
- 2014, 2017

Mistrzostwo Francji:
- 2018
- 2014, 2015, 2016

Mistrzostwo Portugalii:
- 2019

Superpuchar Rumunii:
- 2019

Mistrzostwo Rumunii:
- 2020

## Sukcesy reprezentacyjne
Liga Europejska:
- 2007
- 2009, 2010, 2011
- 2005, 2012

Mistrzostwa Europy:
- 2007

## Nagrody i wyróżnienia
- 2010: Najlepszy rozgrywający Ligi Europejskiej
- 2011: MVP Pucharu Hiszpanii
- 2012: Najlepszy rozgrywający Memoriału Zdzisława Ambroziaka